# スロージャマスタン共和国

スロージャマスタン人民共和国主権国家連合領土
The United Territories of the Sovereign Nation of The People’s Republic of Slowjamastan

国の標語：Libertas. Honor. Respectus. (Freedom, Honor, Respect)
国歌：Slowjamastan (I Think It’s Gonna Be an Awesome Place)

この国はミクロネーションを主張しており、国際機関による承認を得ていない。

スロージャマスタン共和国（正式：スロージャマスタン人民共和国主権国家連合領土(英語名 The United Territories of the Sovereign Nation of The People’s Republic of Slowjamastan) はアメリカ合衆国、 南カリフォルニアのインペリアル郡にあるミクロネーションである。
スロージャマスタンは、 1933年のモンテビデオ条約で定義される「独立国民国家」の基準を満たしていると主張している。しかし、国際的な承認は得ていない。

## 概要
2023年7月10日現在で12州で構成される。スロージャマスタン共和国本土はアメリカ合衆国に囲まれた、いわば包領となる。国土の総面積は48800㎡で、アメリカ合衆国が承認する面積最小の国であるバチカン市国よりもはるかに小さい。総人口は500人ほどであるが、実際はこれを上回ると推定される。また、市民権を獲得している市民はおよそ15000人である。

## 歴史
スロージャマスタンの建国者、ランディ・ウィリアムズは、アメリカのサンディエゴ出身。夜にラジオ局に働きながらも世界各国を巡り、国連加盟国193ヶ国のうち、192ヶ国を訪ねたところで、カリフォルニアにある乾燥砂漠の土地(4万4800㎡)を購入した。その後この土地で新たな国、「スロージャマスタン」を建国することとなった。
2021年12月1日午後0時26分、アメリカ合衆国からの独立を一方的に宣言した。この時の様子は首都ダブランティアの行政府から生中継された。
その後からは、ミクロネーションの一員として発展を遂げ、2022年8月7日に世界各国のミクロネーションが集まるMicroConというイベントにスロージャマスタン共和国も参加した。スロージャマスタン共和国代表として、国王や報道官、知事が会合に出席した。